# ヴィラ・ヴェーリャ
ヴィラ・ヴェーリャ（Vila Velha [ˈvilɐ ˈvɛʎɐ]）は、ブラジル・エスピリトサント州の都市。人口50万1325人（2020年）。州都ヴィトーリアの南に位置し、ブラジルで2番目に高い橋である第三橋(Terceira Ponte)によって結ばれている。ヴィラ・ヴェーリャは大西洋に面し、大ヴィトーリア圏の一部を成している。

## 概要
ヴィラ・ヴェーリャは1535年5月23日にヴァスコ・フェルナンデス・コウチニョ(Vasco Fernandes Coutinho)によって建設された。これはエスピリトサントでも最も古い時期にあたるが、原住民との争いからヴァスコ・フェルナンデス・コウチニョは本拠を対岸のヴィトーリアに移し、以後ヴィラ・ヴェーリャは静かな村に戻った。
近年は不動産開発が急速に進んでおり、メインビーチには豪華な建物が立ち並ぶようになった。ヴィトーリア都市圏の一部としてエスピリトサント州で大きな街のひとつとなっている。ブラジル最大のチョコレート会社であるガロト(Garoto)社はここに本拠を置いている。

## 出身者
- サヴィオ - サッカー選手
- エリック・シウバ - 総合格闘家
- ホナウド・ジャカレイ - 総合格闘家
- レオナルド・ロドリゲス・ペレイラ - サッカー選手
- ペドロ・ホーシャ・ネーヴェス - サッカー選手